# 板門店
板門店（パンムンジョム/はんもんてん、朝鮮語: 판문점）は、朝鮮半島中間部に位置する朝鮮戦争停戦のための軍事境界線上にある地区で、公式名称は軍事停戦委員会板門店共同警備区域（朝鮮語: 군사정전위원회 판문점 공동경비구역、英語: Military Armistice Commission Joint Security Area Pan Mun Jŏm）。北側の朝鮮人民軍、中国人民志願軍と南側の国連軍で停戦協定が1953年に調印され、同年10月以降は停戦を監視する中立国監視委員会と軍事停戦委員会が設置され、停戦協定遵守の監視を行っており、70年以上に渡る朝鮮半島の南北分断を象徴する場所となっている。

## 概説
板門店の共同警備区域（JSA）敷地内では、南側の大韓民国国軍を中心とする国連軍と、北側の朝鮮人民軍が境界線を隔てて顔を合わせている。行政区画上は韓国の京畿道坡州市津西面仙跡里、北朝鮮の開城特別市板門区域板門店里に属する。
共同警備区域では、1953年10月の設置以降、国連軍と朝鮮人民軍の休戦協定に基づく「中立国監督委員会」と「軍事停戦委員会」の本会議場が設置され、休戦協定遵守の監視を行っている。「軍事停戦委員会」本会議場は南側、「中立国監督委員会」は北の施設となっており、緊急度を4段階（第一級 - 第四級）に分けた会議を開いている。
板門店は、第二次世界大戦後の冷戦下において、南北朝鮮と同じく分裂国家であった東西ベルリン間に置かれた「ベルリンの壁」、同じく分裂国家であった南北ベトナムを隔てた軍事境界線の「ベンハイ川」と並んで、長く「冷戦の象徴的存在」であった。そして、世界の殆どの地域で冷戦が終結し、さらにベルリンの壁が崩壊したのちにドイツ再統一が成った1990年以降において、世界で唯一「冷戦の最前線」になっている。
南北朝鮮が過去何度も会談を開いてきた他、2003年に希望路（都羅山駅近郊）経由で南北直通道路が連結されるまでは支援物資を含めた北朝鮮との物資、人の往来も板門店を抜けて渡っていたように、対戦状態（休戦中）にある南北唯一の接点である。
なお、朝鮮戦争時に休戦協議が行われ、朝鮮戦争休戦協定が結ばれた会議場は、共同警備区域から北東へ1キロメートルほど離れた位置にあり、現在は朝鮮民主主義人民共和国平和博物館として保存されている。元来の板門店はこの建物の周辺を指す地名であったが、現在「板門店」と呼ばれている共同警備区域は、もとは捕虜交換業務を引き受けることになった中立国のインド軍の兵舎を中心とした地域である。

## 南北首脳会談・米朝（韓）首脳会談の開催地として
2018年4月27日、韓国側施設「平和の家」で、韓国の文在寅大統領と北朝鮮の金正恩朝鮮労働党委員長が会談した。史上初めて、南北首脳会談が韓国側で開催され、北朝鮮の最高指導者が韓国入りした。
同年5月26日、今度は文在寅が北朝鮮側施設「統一閣」を訪問し、金正恩と会談した。
2019年6月30日、韓国側施設「自由の家」で、ドナルド・トランプアメリカ合衆国大統領と北朝鮮の金正恩朝鮮労働党委員長、中途参加となった韓国の文在寅大統領による米朝（韓）首脳会談が開催された。1953年の朝鮮戦争休戦以降初めて、現職のアメリカ合衆国大統領が北朝鮮側に足を踏み入れた。

## 名称の由来

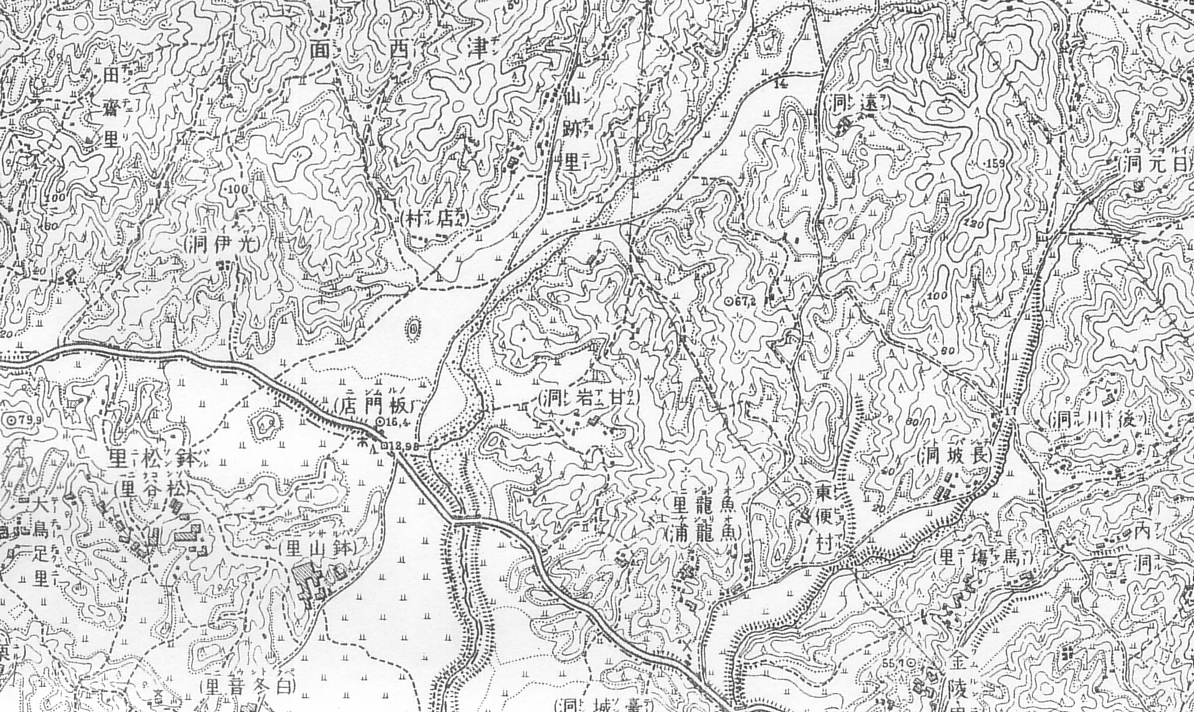
1938年頃の板門店周辺地図
_{（地図のほぼ中央を南北に流れる川が沙川江、「板門店」と書かれた場所に停戦協定が調印された建物（現在の朝鮮民主主義人民共和国平和博物館）がある。板門店の前を東西に通る道路が新作路、「板門店」表記の右下付近で沙川江に架かっている橋が後にJSA西端の帰らざる橋となる沙川橋であり、JSAは沙川橋を東に渡った一帯（「甘岩洞」と書かれた村の南側）に設定されている。）}

「板門店（パンムンジョム）」の名は、朝鮮戦争休戦協定の協議が行われていた1951年に、中華人民共和国の代表者が会場を見つけやすくする目的で会場近くの店に設置した看板に由来している。
休戦協議が開始された時点で、現在の板門店付近にはノル門里（ノルムンニ、朝鮮語: 널문리: 널門里）という名の村が存在していた。韓国の新聞によると、ノル門里は「板で出来た門のある村」という意味であり、1592年の文禄の役（壬辰倭乱）で李氏朝鮮国王の宣祖が漢城から開城へ逃げ延びる際、沙川江付近の住民が自宅の門に使っていた木材を用いて宣祖一行が沙川江を渡る為の足場（橋）を造ったという伝聞に由来している。
文禄の役からおよそ360年後の1951年、朝鮮戦争を戦っていた米国・韓国と中国・北朝鮮は休戦合意を巡る協議を7月10日から開城で行っていた。だが、北朝鮮の支配地域である開城市の中立性維持に疑問が持たれて8月23日から協議が中断したため、両者は新たな協議の場所として当時の前線の中間地帯に位置していたノル門里へ会談場所を移すことに合意した。当時のノル門里は藁葺きの家が4-5軒ある小さな住宅街で、村の畑をつぶして新設した会談場所の前に木板で出来た大きな門と垣根を有する酒幕（チュマク、朝鮮語: w:ko:주막：飲み屋・飲食店・旅館の機能を兼ねた朝鮮の伝統的な店）が立地していた。
その為、中国人民志願軍の関係者は会談場所に目印の看板を設置するに当たり、「ノル」が中国語で「板」を意味すると知って先ず「ノル門」を「板門」と漢字表記し、会談場所の前に店があることから「店」の字を加えて「板門店」という名称を生み出したとされる。この名称が他の休戦協議参加国にも伝播したことから、会談場所の名称として「板門店」の漢字表記とそれを朝鮮語読みにした「パンムンジョム」が世界的に定着した。ただし、中国のニュースサイトによると、同国の関係者は地元の人が言う「neolmuni」を店の名前だと認識していたようである。
一方、中国や韓国の報道とは別に、朝鮮を支配していた日本の大日本帝国陸軍参謀本部の陸地測量部が作成した1938年頃の地図には、「ノルムンニ」に「板門店」の漢字を当てた表記が既に掲載されている。そのため、「板門店」という名称が実際はいつから使われていたかははっきりしない。
現在のノル門里は軍事境界線を挟んだ非武装地帯（DMZ）の範囲内にあり、村は存在しない。かつてDMZ内にあった村落は、境界線が設定された際に住民が退去させられて全て消滅しており、現在も人が住んでいるのは休戦協定により残された、板門店のすぐ南にある北朝鮮側の機井洞（キジョンドン、「平和の村」）と韓国側の台城洞（テソンドン、「自由の村」）の二か所だけである。

## 施設

### 「軍事停戦委員会」

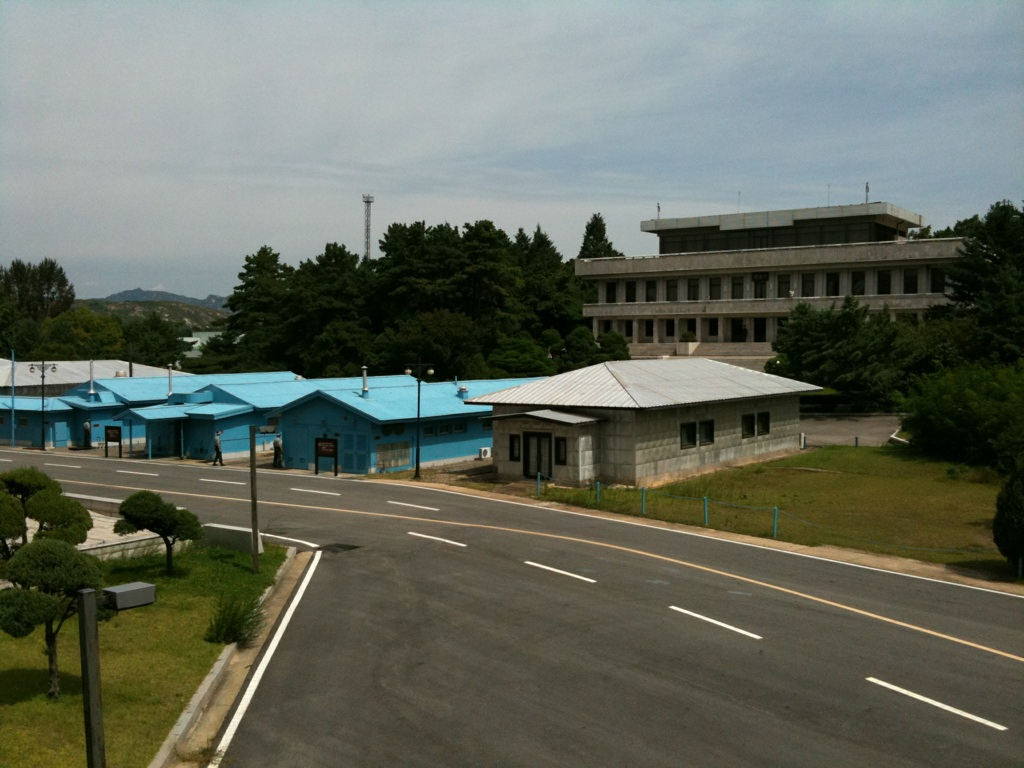
軍事停戦委員会本会議場と「板門閣」（2009年8月、南側から）

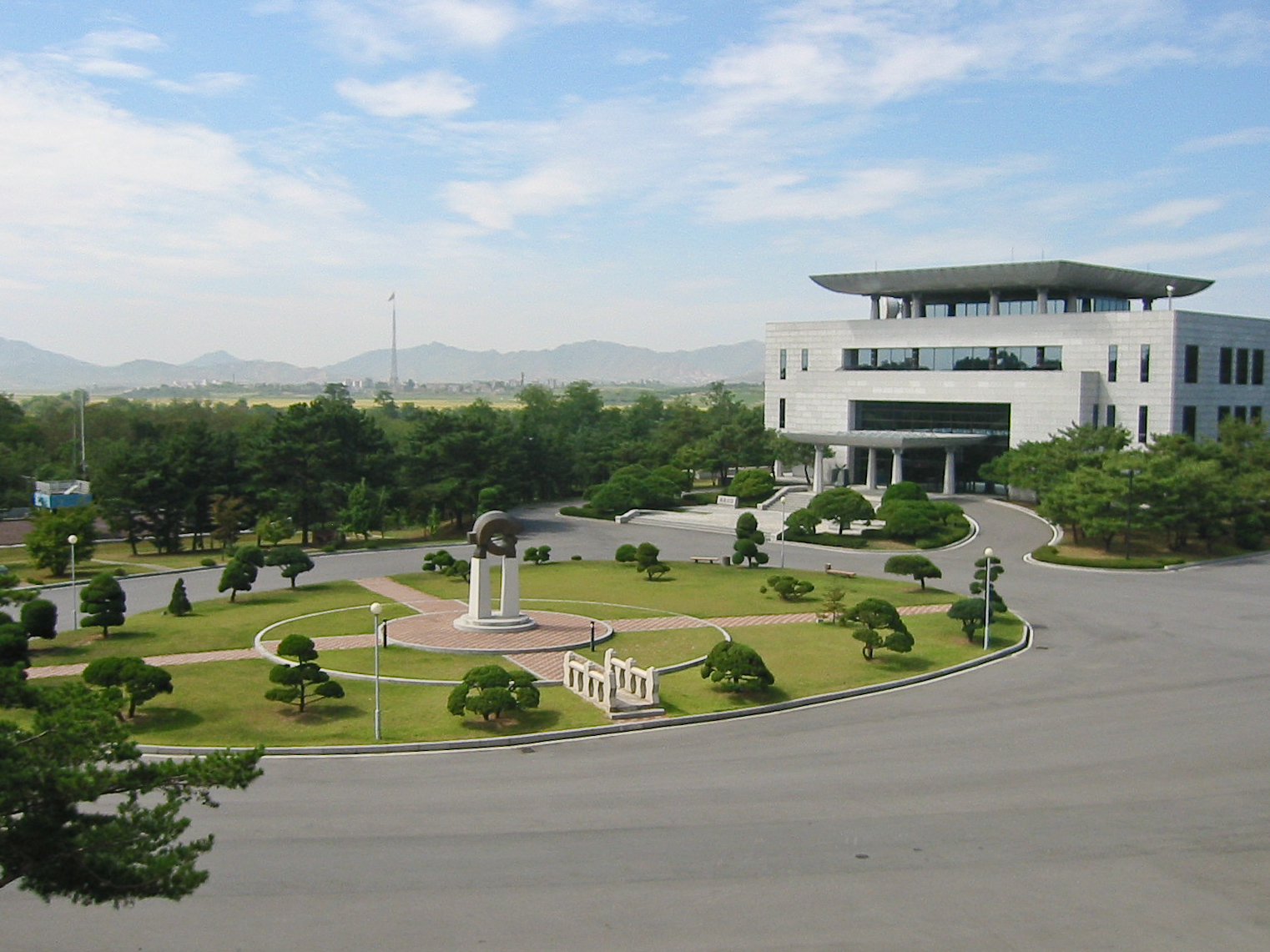
「平和の家」と遠景の北朝鮮国旗掲揚台（南側から）

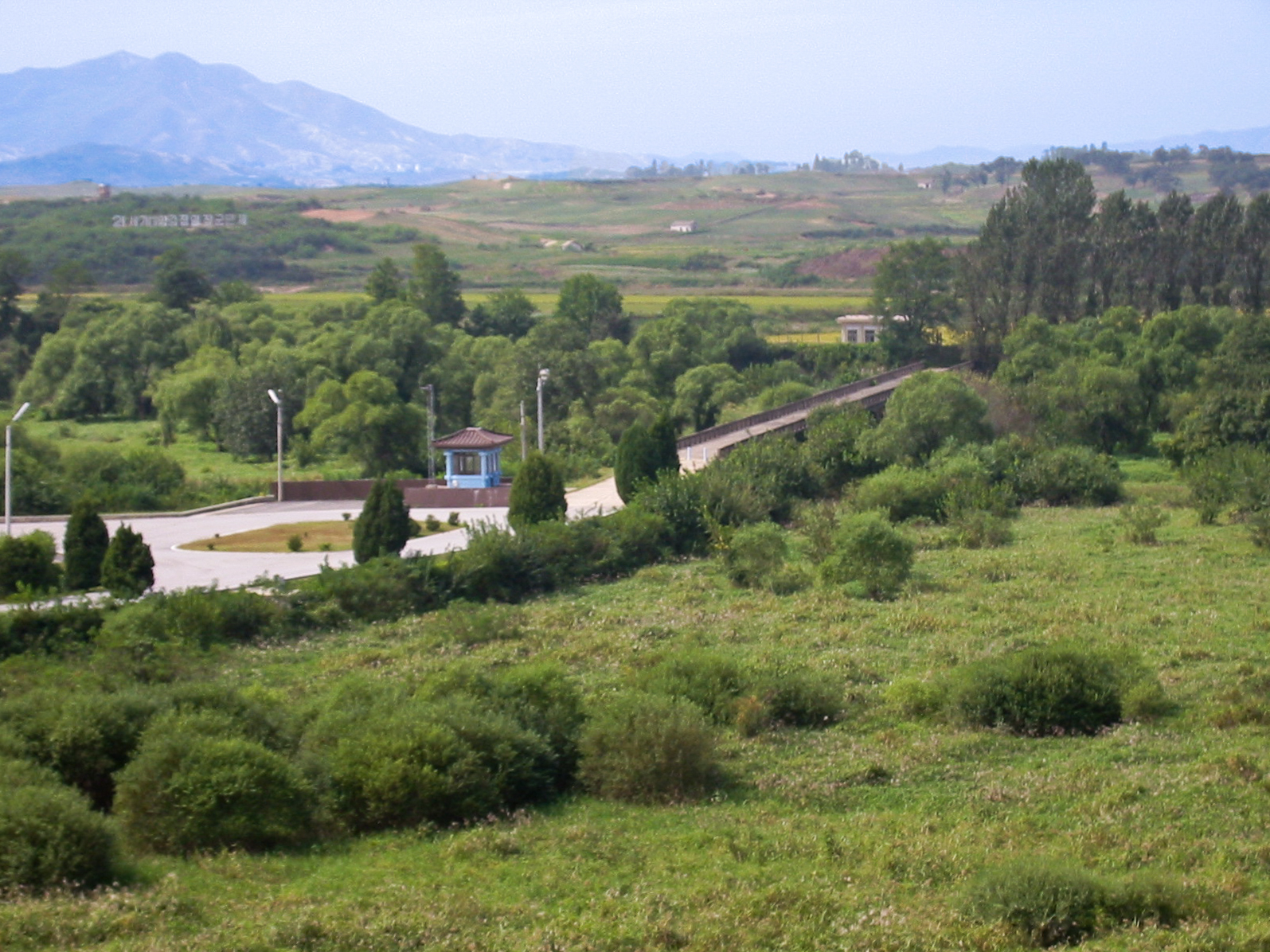
帰らざる橋（南側）

「軍事停戦委員会」の本会議場は板門店の中心にあり、会議場の中心にテーブル、その中心にマイクが置かれ、引き回されたマイクケーブルも境界線を示すように配線されている。会議場脇に通訳ブースも設置されている。韓国、北朝鮮双方から訪れた見学者が、会議場室内で軍事境界線を越えることは認められている。
軍事停戦委員会本会議場の周辺は、韓国側に連絡事務所「自由の家」と会議場「平和の家」が、北朝鮮側に連絡事務所「板門閣」と会議場「統一閣」が設置され、各種会談や事務業務、休憩施設として使用されている。1992年に韓国側の「自由の家」と北朝鮮側の「板門閣」の内部に「南北連絡事務所」が設置された。

### 「中立国停戦監視委員会」
「中立国停戦監視委員会」（NNSC）は、朝鮮戦争において中立を宣言したスイス、スウェーデン、チェコスロバキア（当時）、ポーランドの4カ国によって板門店に置かれることとなった。4か国それぞれから将校が派遣され、任期は3年間。しかし、チェコスロバキアとポーランドはソビエト連邦の影響下でワルシャワ条約機構に加盟したので、実際は中立組織は機能していなかった。
冷戦終結と共にポーランドとチェコ（スロバキアと分離）は旧東側（ソ連圏）から離脱し、中立組織が回復するかと思われたが、両国は1999年に旧西側の北大西洋条約機構（NATO）に加盟したため、再び有名無実になった。北朝鮮はポーランドとチェコの監視員を退去させ、1995年にNNSCを認めないことを宣言。現在はスイスとスウェーデンが5人ずつを派遣して、韓国軍だけでなくDMZ外の在韓米軍や米韓合同軍事演習を含めて監視活動を行っている。
委員会は毎週火曜日、最新情勢について北朝鮮と韓国に送付する報告書を作成している。しかし、北朝鮮は1995年以降受け取りを拒否しており、北朝鮮側のレターボックスは報告書が溜まった状態になっている。満杯になる都度に中立国停戦監視委員会が回収する。

### 周辺施設

#### 帰らざる橋
板門店の西側に沙川江（サチョンガン）という河川が流れ、そこに架かる橋では朝鮮戦争停戦後に捕虜交換が行われた。北朝鮮から逃れた自由主義者、北朝鮮の捕虜となった韓国軍兵士が北朝鮮側に渡り、その橋を渡ると二度と戻れないことから「帰らざる橋」と呼ばれた。後述のポプラ事件の舞台となった場所もすぐ近くである。

#### 72時間橋
「帰らざる橋」の北側数百メートルに所在する沙川江の橋。主に北朝鮮側から板門店にアクセスする為の車道として使われている。ポプラ事件の後に「帰らざる橋」が境界線を跨ぐ形となり往来不能となったため、北朝鮮側が代替として架橋した。「72時間で完成した」と主張され、この名称が用いられる。

#### 自由の村・機井洞
軍事境界線内の韓国側、共同警備区域の周辺には、休戦当時の住人の直系子孫だけ居住することができる「自由の村（台城洞）」が設けられている。これらは休戦協定に基づき、南北のDMZ上にそれぞれ1箇所のみ残す事が決められたものであり、住民や許可を受けた者、指定されたツアー参加者以外、自由に訪れることはできない。
北朝鮮側の軍事境界線周辺は「機井洞」（宣伝村）と呼ばれる、韓国側に北朝鮮側の「繁栄」を誇示するために設けられた高層アパートなどの住居や工場が立ち並んでおり、「自由の家」からも見ることができる。しかし、これらの住居や工場はあくまで韓国側に対する宣伝のためだけのものであり、実際に住人はいないとみられている。
軍事境界線近くに韓国と北朝鮮の大型の国旗掲揚塔がある。掲揚塔を設ける際に、韓国と北朝鮮の間でその高さがあらかじめ決められていたものの、北朝鮮がこの取り決めを一方的に破り、南北双方で国旗掲揚台の高さ競争が起こり、北朝鮮側は「宣伝村」脇に当時世界一の高さとなる160メートルの掲揚塔を設け、現在もそのままにされている。

## 警備

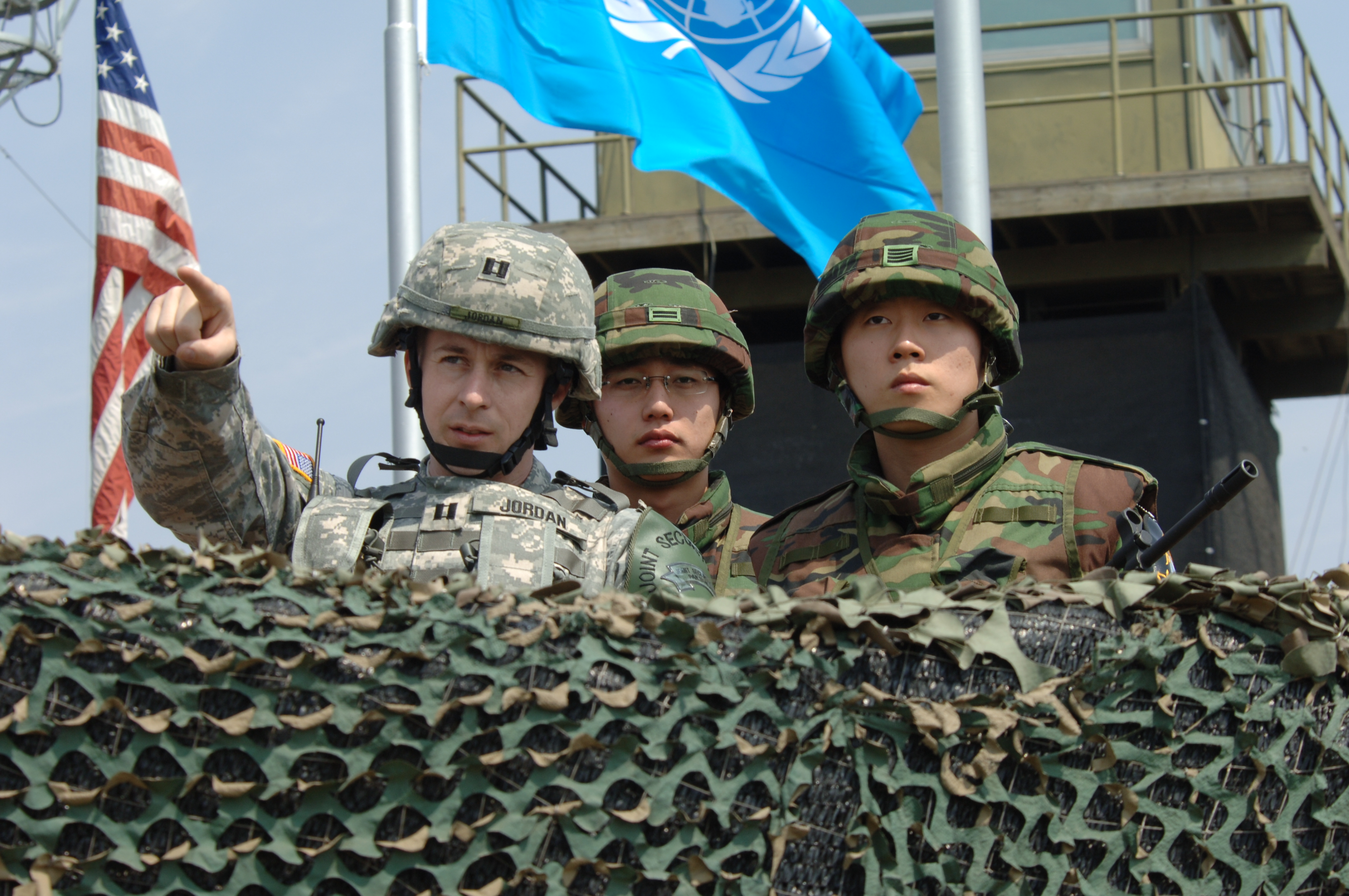
共同警備区域を警備中の国連軍兵士（アメリカ軍（左）と韓国軍）

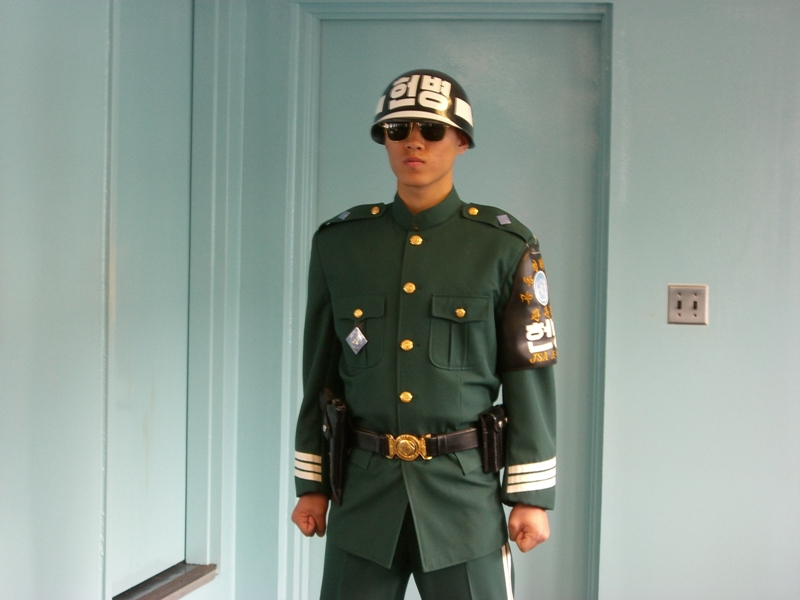
軍事停戦委員会本会議場内を警備中の韓国軍兵士
鉄帽及び腕章に「헌병（憲兵）」と書かれている

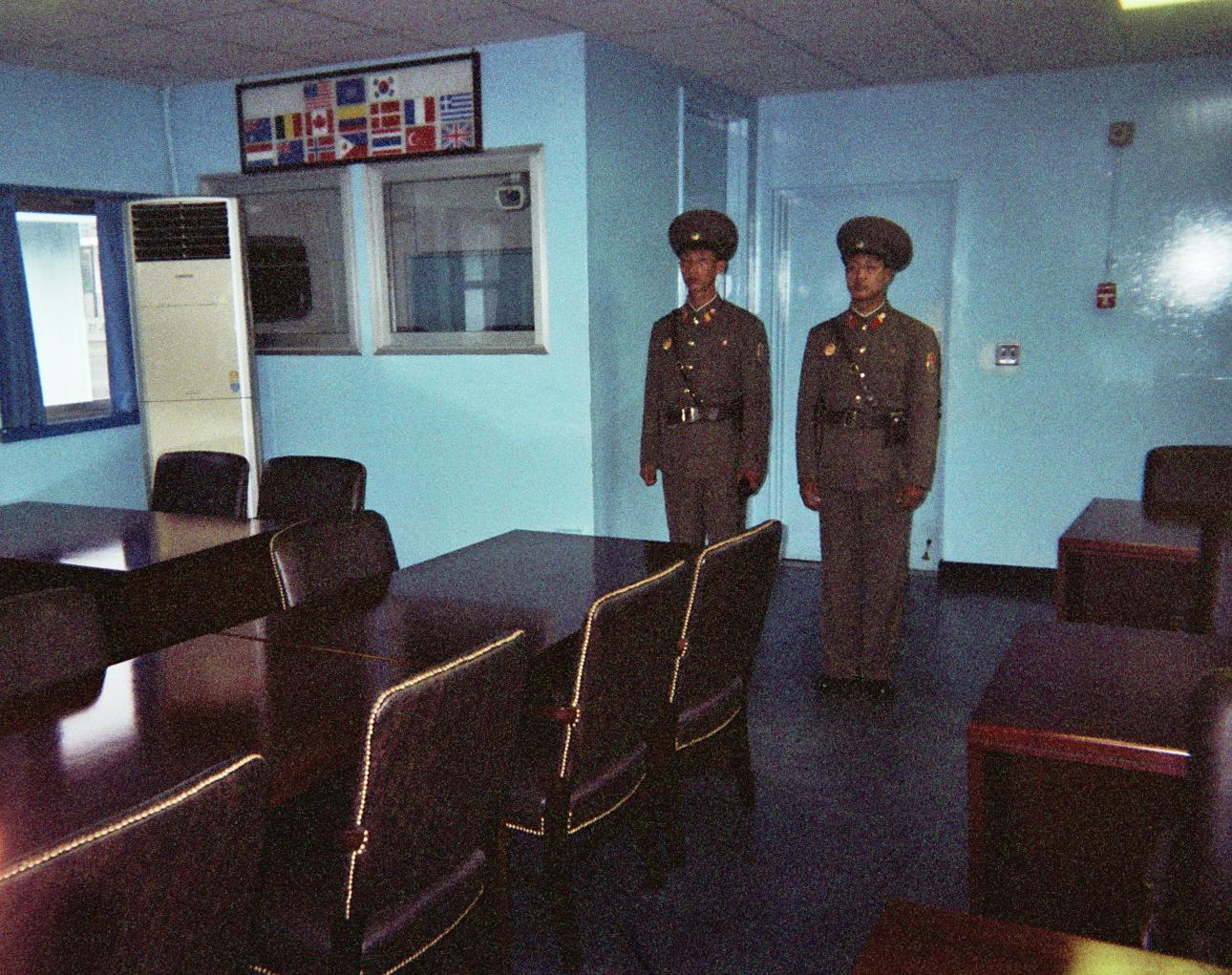
軍事停戦委員会本会議場内を警備中の朝鮮人民軍陸軍兵士

板門店内および共同警備区域では、韓国軍を中心とした国連軍と北朝鮮軍の両軍が境界線を隔てて顔を合わせて警備についている。
かつては国連軍側に、朝鮮戦争において国連軍として北朝鮮軍や中国軍と対峙したフィリピン軍、イギリス軍やベルギー軍なども配備されていたが、現在国連軍の8割以上は韓国軍、そして残りのほとんどを韓国の同盟国であるアメリカ軍が占めている。
原則として南北両兵士は軍事境界線を越えてはならず、「境界線を越えた者、相手兵士と会話を交わした者は死刑に処せられる」と定められている。
2018年の第5回南北首脳会談において、JSAの非武装化に合意した（本来、区域内での武器所持は違法であるが、有名無実化していた）。地雷除去作業が10月20日までに完了し、南北双方のGP（見張り所）、武器類の撤収作業が行われる。一方で、新たに北側に韓国軍のGPが、南側に北朝鮮軍のGPが新たに設置され、南北双方が35名ずつ非武装の状態で共同警備を行う。非武装化が完了すれば、1976年のポプラ事件以来、完全分離していた南北の共同警備の復活、観光客による区域内の自由往来が可能になる。2019年現在、非武装化は完了したものの、南北共同警備、自由往来については協議が進展していないため実現していない。

### DMZの韓国軍
DMZの臨津江周辺は2000年の韓国映画『JSA』がヒットした影響で韓国内外から強い関心が寄せられた。DMZの警備は「前進師団」こと陸軍第1歩兵師団が担当しているが、この師団は非常に軍紀が厳しく、徴兵制度で配置される一般兵士達が一番行きたがらない場所とされる。
そこから東側の漣川の方に行くと、「かぎ部隊」こと第5歩兵師団が存在し、その東側に「白骨部隊」こと第3歩兵師団がある。この師団は朝鮮戦争時、初めて平壌に太極旗を掲げた部隊として知られる。任地は冬、摂氏氷点下45度と過酷且つ孤立しており、陸軍へ入隊する若者にとっては一番避けたい、最も怖れられる存在として有名な精鋭部隊である。現在、韓国軍の「国軍の日」は10月1日だが、この日の由来は朝鮮戦争時、第3歩兵師団麾下の第23歩兵連隊が初めて38度線を突破して北進したことを記念するためであり、第3歩兵師団は韓国陸軍でも最も厳しい軍紀とともに多数の功績を持っている。
さらに東に進むと「満月部隊」こと第15歩兵師団、「七星部隊」こと第7歩兵師団、江原特別自治道の麟蹄まで行くと第1軍団がある。そして日本海側に出ると有名な統一展望台の「日出部隊」がある。
軍事停戦委員会本会議場周辺など北朝鮮軍と直接顔を合わす場所に配置された韓国軍兵士のみ、北朝鮮軍兵士から表情を読み取られないため、そして顔を判別されないためにサングラスを着用する決まりとなっている。

### DMZの北朝鮮軍
北朝鮮陸軍は板門店周辺警備の専門部隊として板門店警務隊を配置している。
JSAに勤務する韓国軍将兵を包摂、情報を入手し、除隊後にも接線工作を通して固定間諜として活用するため、板門店代表部政治部敵工課に2個の対南工作組を運営している。
各工作組は、組長（中佐）、副組長（少佐）、組員（尉官）等、5-7名で構成されており、組長は韓国軍将校と中士を、副組長は中士と兵長を、組員は士兵を各々接触対象にしている。

## 事件

### ポプラ事件
1976年8月18日、共同警備区域内に植えられていたポプラ並木の剪定作業を発端に、韓国軍・アメリカ軍と北朝鮮軍が衝突し、死者が出たほか、両軍が一時緊迫状態となる事件が発生した。
この事件後、9月6日まで両陣営間で行われた会議によって、北側の提案で、共同警備区域内でも以下のように軍事境界線を引いて両者の人員を隔離する事を決定した。
- 軍事境界線の標識として10mおきに、10センチメートル (cm) 四方で全高が1mのコンクリート角柱を設置する。
- 軍事停戦委員会本会議場の建物間に、縁石様の高さ10cmのコンクリート境界を設置する。
- 9月16日までに南北双方の人員は立ち退く。

これ以降、境界標を挟んで南北両軍兵士が向き合うこととなった。特別の許可を受けた者以外、このコンクリートの境界線を越えることは許されていない。

### 対北接触事件
1998年2月、板門店の警備兵だった金中尉が死亡し、韓国国防部が調査を行ったところ、1996年から1997年まで韓国軍兵士の一部が共同警備区域で北側と30回接触を行い29点の物品を受け取っていたことが判明し24名を摘発した。

### 亡命事件
板門店では過去数回に渡り亡命が行われている。
- 1964年、韓国人観光客が北朝鮮に亡命する事件が発生している[11]。
- 1984年11月23日、北朝鮮の板門店観光ツアーに訪れていたソ連人大学生が軍事境界線を越えて南（韓国）に侵入した。この大学生を追った北朝鮮兵が軍事境界線を越えたため、国連軍が攻撃し両者は衝突、韓国兵1名と北朝鮮兵3名が死亡した。最終的にこの大学生はアメリカへ亡命した。
- 1998年2月に板門店の警備に当たっていた北朝鮮軍の大尉が韓国側に亡命しており、2007年9月にも北の軍人が南側に亡命している。
- 2017年11月13日、朝鮮人民軍兵士の呉青成が四輪駆動の小型軍用車両で共同警備区域に入り込み、軍事境界線を越えて韓国側に亡命しようとしたが、排水溝に嵌り脱輪したため、その後に車両を捨て軍事境界線を越えて逃げ込み亡命した。その際に警備にあたっていた北朝鮮兵から銃撃を受けて負傷し、銃弾の一部が韓国側に到達した[12]。また、警備兵の一人が境界線を数歩踏み越えてしまい、仲間に引き戻される様子が監視カメラに捉えられている。亡命した兵士は板門店の軍事境界線から南側に約50 mの地点で倒れこんでいるのを韓国側に発見された。その後、韓国兵が救助に当たり、国連軍のヘリコプターで韓国の病院に搬送され、一命を取り留めている。これを受け北朝鮮は、当時警備に当たっていた兵士達を責任者も含めて交代させ、北朝鮮側の非武装地帯と共同警備区域の間に掛かる「72時間橋」を閉鎖して、鍵が掛かる門の設置をするとともに、数人の要員が深さ1m以上の溝を軍事境界線の北朝鮮側に掘った。逃走を防ぐための対策とされている[13]。
- 2023年7月18日、在韓米軍所属のトラビス・キング（英語版）2等兵が、板門店見学ツアーの途中、突然軍事境界線を越境して北朝鮮側に侵入。2等兵は、韓国内で暴行事件を起こし、前日の7月17日に本国に移送されるため仁川国際空港に向かっていたが、空港から逃亡していた。北朝鮮側は「2等兵の自主的な亡命」と主張していたが、最終的に国外追放することを決定。中国を経由してアメリカ側に引き渡された[14]。

## 見学訪問
南北双方から見学を目的に板門店を訪れることができる。北側・南側それぞれ手続きや見学体制が異なる。2005年の1年間の参加者数は南側が20,000人強、北側が7,000人という（南側ガイドの証言）。この見学中に限り見学者は軍事停戦委員会本会議場の中でのみ一時反対側へ「越境」することができる。

### 南側から

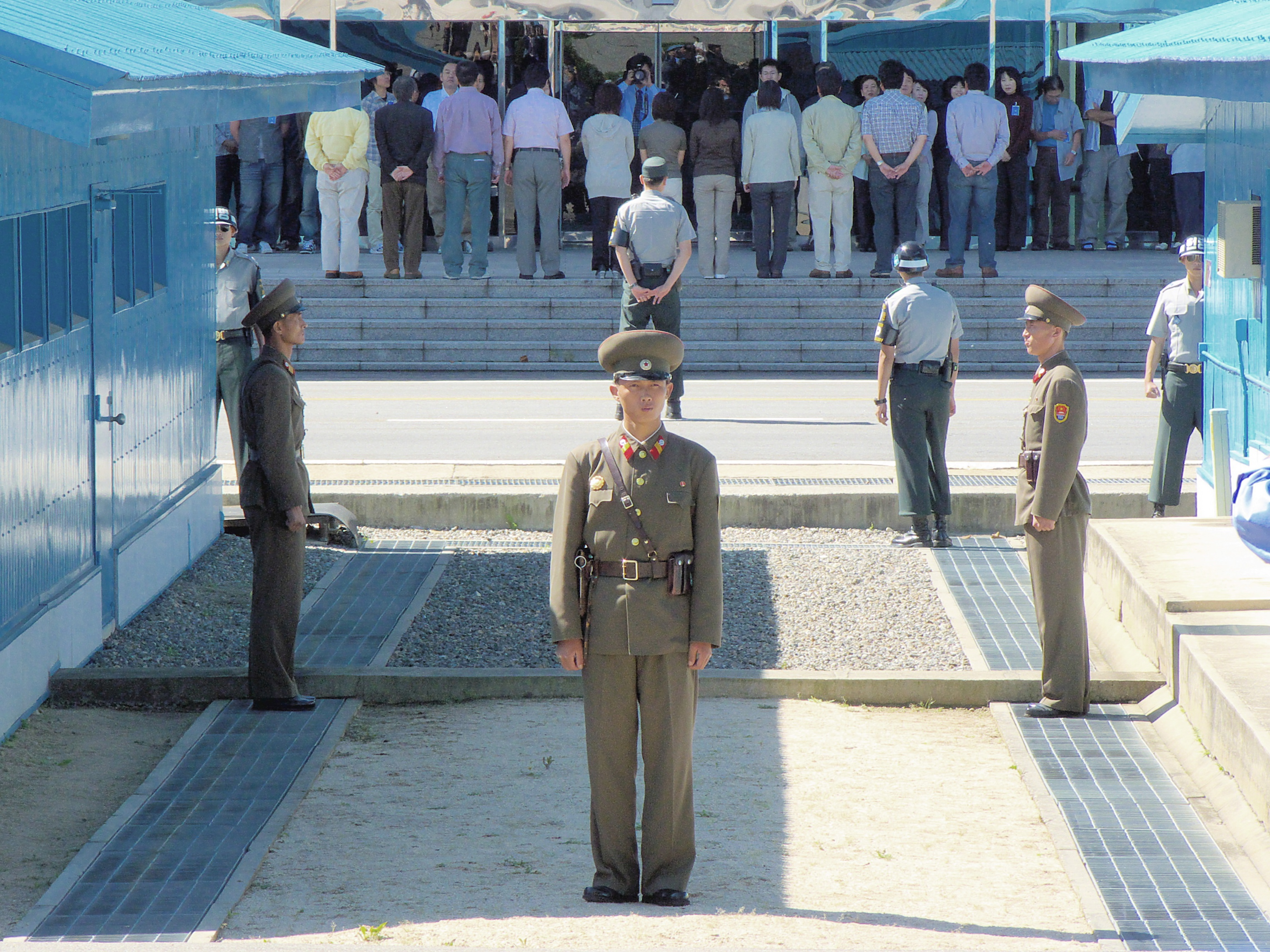
「自由の家」の前で本会議場を背に撮影を行う南側からの見学者。手前の制服は人民軍兵士。この兵士のすぐ後ろに「ポプラ事件」をきっかけに新設された境界線標と、境界線標に沿って向き合って立つ、やはり人民軍の兵士2人が見える。奥にいる黒ヘルメットまたは略帽姿の兵士は国連軍（北側から撮影）

#### 板門店ツアー
2025年現在、一般向けツアーは中断されている。
韓国政府の施策である安保観光は板門店では1960年代から行われていたが、1964年には韓国人観光客が北朝鮮に亡命する事件が発生している。現在、板門店の見学ツアーは週4日、1日約6回実施され、外国人向けは国連軍司令部、韓国人向けは統一部が運営している。
- ツアー主催社
  - KTB TOUR
  - ICSC国際文化サービスクラブ
  - 中央高速観光
  - 板門店トラベルセンター
  - COSMOJIN TOUR

南側（国連軍側、韓国政府支配地域）から外国人が訪れる場合は、指定の団体ツアーに参加する必要がある。ただし、「貴賓訪問」として次官級以上の者（特命全権大使若しくは各国閣僚級の政治家）の場合、韓国外交部を通じて、ガイド付きの個人見学が可能である。南側からは、上記によりソウル特別市発の外国人向け板門店見学の定期ツアーが行われている。民間人はツアーに参加しなければ、板門店を訪問することはできない。開催は原則として火曜日 - 土曜日だが、訓練などの都合で、左記曜日であっても開催しない日がある。南北情勢により、ツアーが中止されたり、共同警備区域に立ち入りが許可されない場合は一部返金となるが、多くは数日で再開されている。
行程は半日程度のものが中心で、国連の公用語である英語が出来る添乗員が同行するツアーのほか、日本人向けの日本語が出来る添乗員が同行するツアーが用意されている。さらに、DMZ周辺に掘られた南侵トンネルや都羅山駅などの見学と組み合わせた、1日通しの日帰りツアーもある。いずれも上記の旅行会社への事前予約が必要である。

##### 参加不可国籍
南側からの訪問は「国連軍の招待客」という名目のため国連軍により「国籍確認」が行われ、下記の国籍の者は参加できない。
- 北朝鮮
- アフガニスタン
- パキスタン
- イラン
- イラク
- キューバ
- リビア
- スーダン
- シリア

##### 参加制限国籍
朝鮮戦争時に北側に付いて国連軍と対峙していた国等の国籍保持者は、1週間の事前審査承認の上参加可否が判断される。
- 中国
- ロシア
- ベトナム
- マレーシア
- インドネシア
- シンガポール
- インド
- オマーン
- サウジアラビア
- ウクライナ
- エジプト
- ソマリア

なお、韓国人（在外韓国人を除く）の場合、従前は国家情報院への申請、承認が必要であった。申請は住所地の警察署長による「身元保証」などが必要。多くは共同警備区域に勤務する親族訪問、市民団体による訪問団である。外国人のように簡単に見学することは不可能で、30人以上での団体での申し込みが必要で申請には長期間かかるため個人での訪問はほぼ不可能であった。2020年に制度が改善され、統一部への申請窓口一元化、申請期間の短縮や個人見学も許容されるようになった。
在日韓国人の場合、韓国大使館発行の「在外国民登記簿謄本」を持参すれば、上記外国人向けツアーへの参加が可能である。

##### 行動制限等
職業や性別による見学制限はないが、11歳以下の小学生及び同等の課程にある児童はツアー参加自体ができない。
南側からの板門店訪問に際しては、パスポートの持参義務や、撮影、行動、服装などの制限などがある。ツアー参加者は「キャンプ・ボニファス」内で国連軍が用意したバスに乗り換える際は、パスポートとカメラ（カメラ付き携帯電話、スマートフォン、タブレットも可能）、及びポケットに入るもの以外持参できず、これまで乗ってきたバスに置いていくこととなる。
「キャンプ・ボニファス」にて、南北朝鮮の過去と現状についてのレクチャーと共に、見学中の禁止事項についてのブリーフィングがあるが、「緊急事態が起これば、死亡・負傷する恐れがあるが、自己責任を承知の元訪問する」と書かれた、国連軍の用意した誓約書への署名が必要である。

#### 見学事情
板門店内では引率する国連軍兵士のあとに2列で並んでの移動となり自由に歩くことはできない。「北側から『挑発を受けた』と受け取られ攻撃する口実をつくることを防ぐため」であるとし、指を差す、手を振る、大声で笑うなどの行為は禁止されている。軍事停戦委員会本会議場内の設備に触れるなどの行為、国連軍・朝鮮人民軍問わず警備兵に話しかけたり、挑発的態度を取ったりする行為は禁止である。
撮影時に「Vサイン並びにピースサイン、ファックサインなどはしないように」とガイドに注意される理由は、「北側から『挑発を受けた』と受け取られ攻撃する口実をつくることを防ぐため」と下記のジーンズと同じである。不慮の事故を防ぐためにツアー出発12時間以内の飲酒は禁止されている。南侵トンネル訪問などを含んだ1日通しのツアーで午後に板門店を訪問する場合は、昼食時にアルコール類を注文しないように指示がある。
撮影は、共同警備区域内のみならず、南側が自主的に設けた「民間人出入統制区域」内（臨津江に架かる「統一大橋」の検問所以降）を移動中のバス内も不可である。国連軍が管理する「キャンプ・ボニファス」内の見学者向けにブリーフィングを行う建物などの一部施設周辺や、軍事停戦委員会本会議場内での国連軍兵士との記念写真の撮影は可能である（運が悪いと北側の観光客が先に来ていて入れないこともある）。レンズの反射が狙撃兵（のスコープ）と勘違いされ、狙撃された例があるので、100ミリメートル以上の望遠レンズは持ち込み不可。
訪問客服装制限規定により、軍服、軍服に似た服、作業服、Tシャツ、破れたジーンズ、ショートパンツ、その他の露出度の高い服装は禁止されているが、アメリカ軍兵士など一部の者にはショートパンツにTシャツが許されるケースもある。
以前は、「北側がアメリカの象徴であると考えているとするジーンズ姿の観光客を、『韓国はアメリカの手先』と宣伝（プロパガンダ）に利用する恐れがあるため」ジーンズは完全に禁止だったが、現在では破いて穴をあけたものや色のあせたものなどを除き基本的に許容されている。
ツアーの終盤に立ち寄る「キャンプ・ボニファス」内の「自由の村」住人が経営する土産物店において、記念品や土産物の購入が可能となっている。タバコや酒類が免税で販売されている。軍地基地内にあるPX売店では、通常、付加価値税や酒税などが免税となっている。クレジットカードの利用はできないが、土産物店脇に韓国の銀行のATMがある。

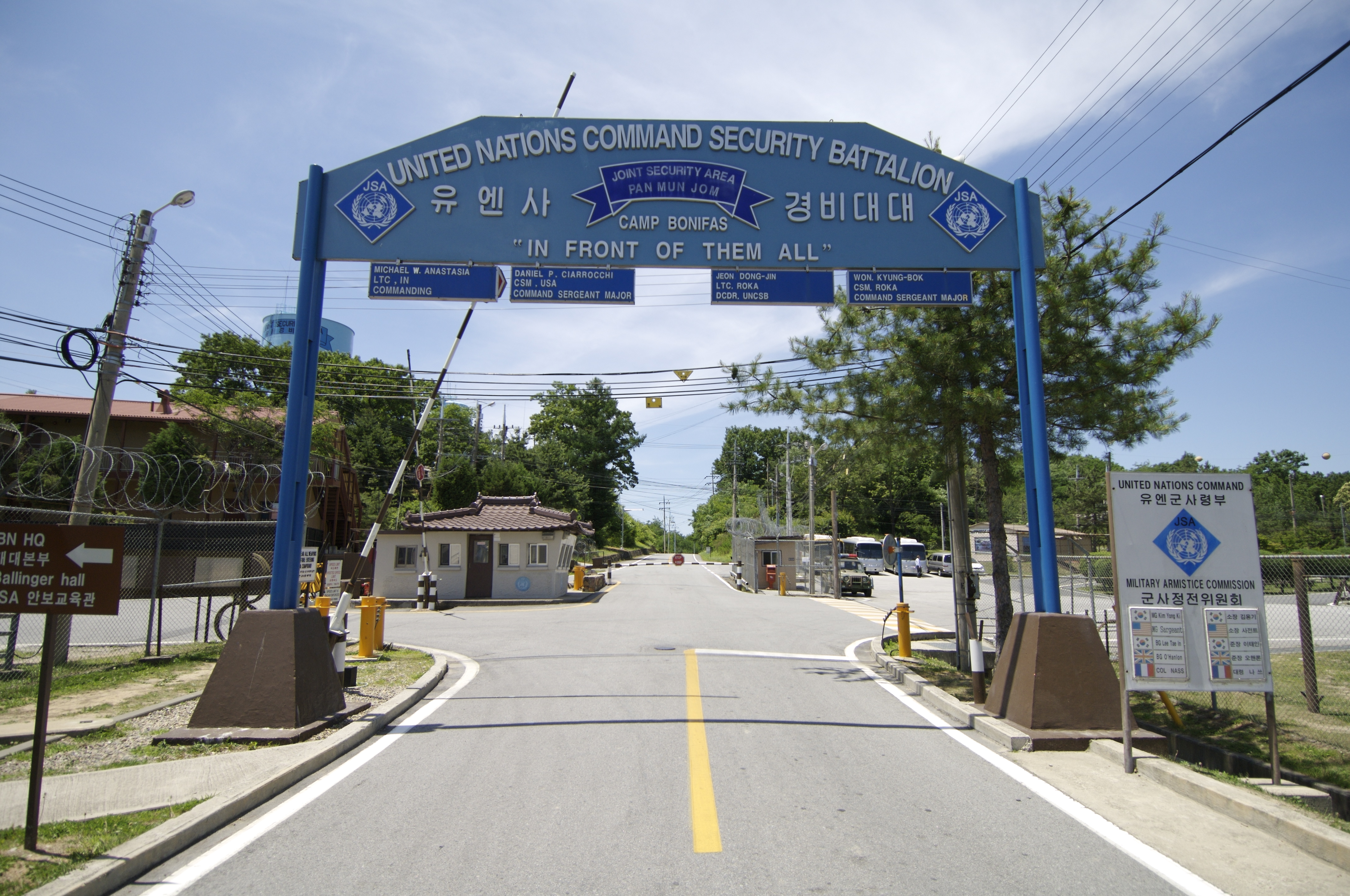
国連軍管理「キャンプ・ボニファス」入口
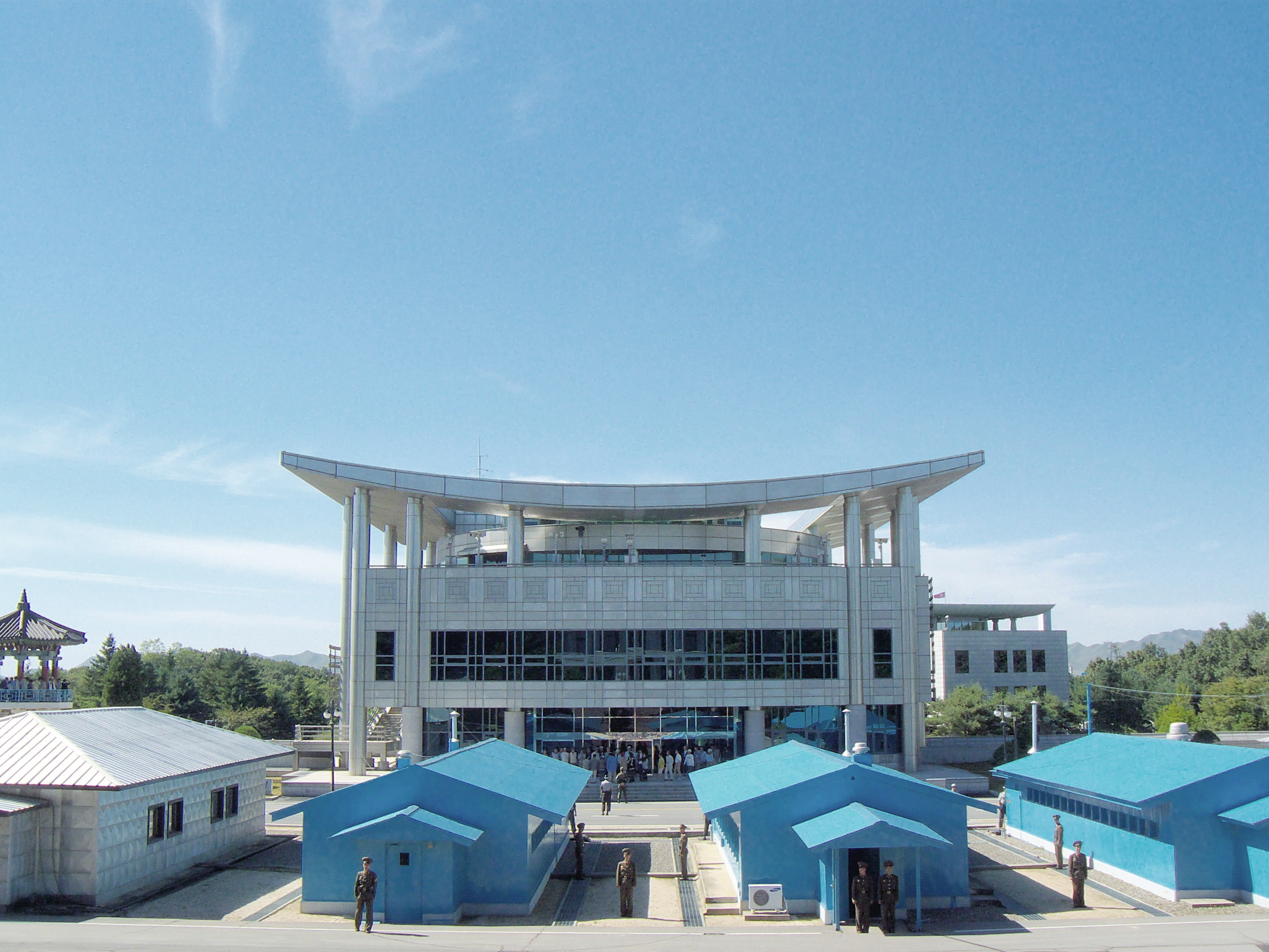
見学の拠点「自由の家」（北側から撮影）
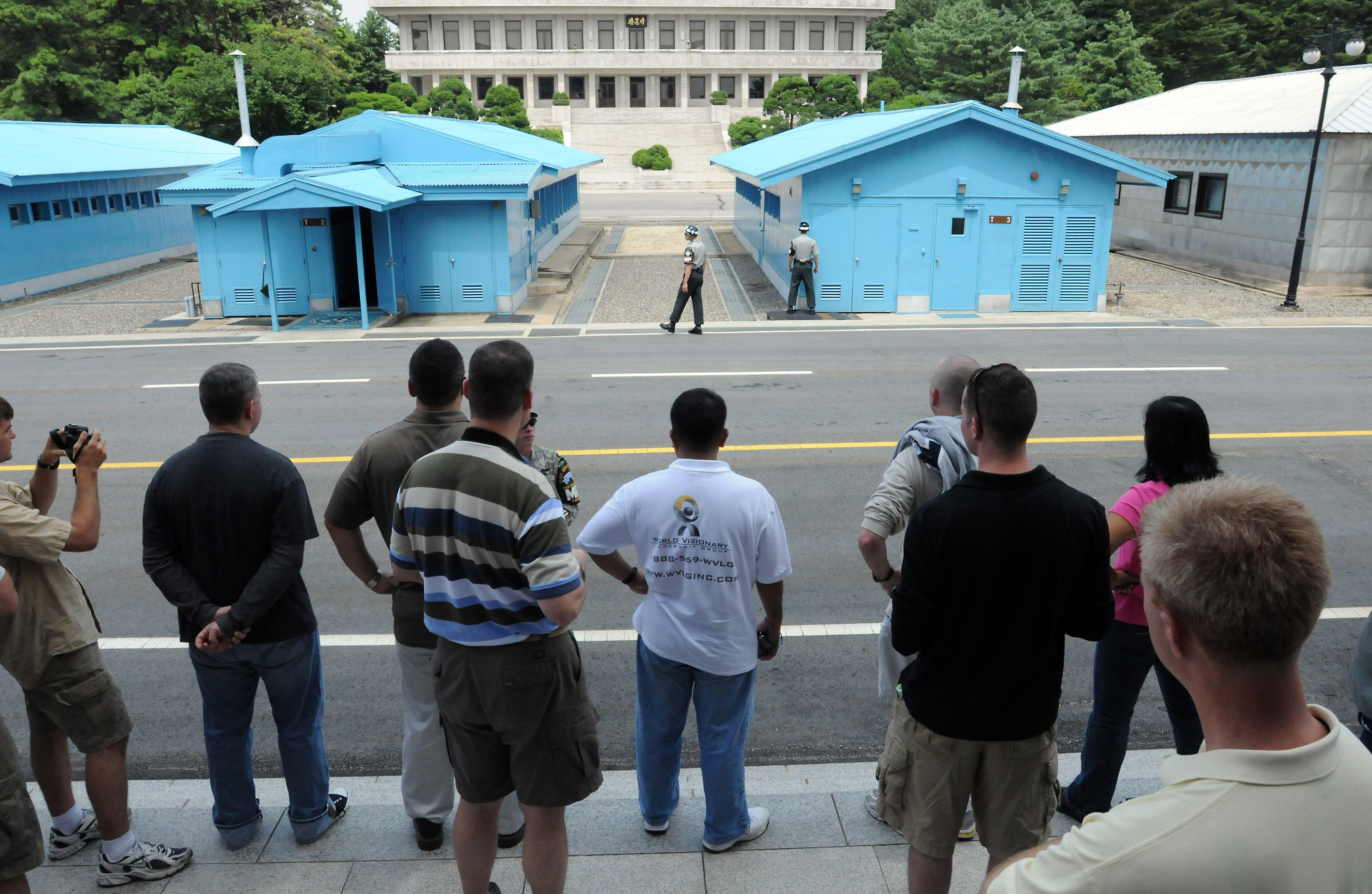
南側から訪問した、空母「ロナルド・レーガン」の乗組員たち
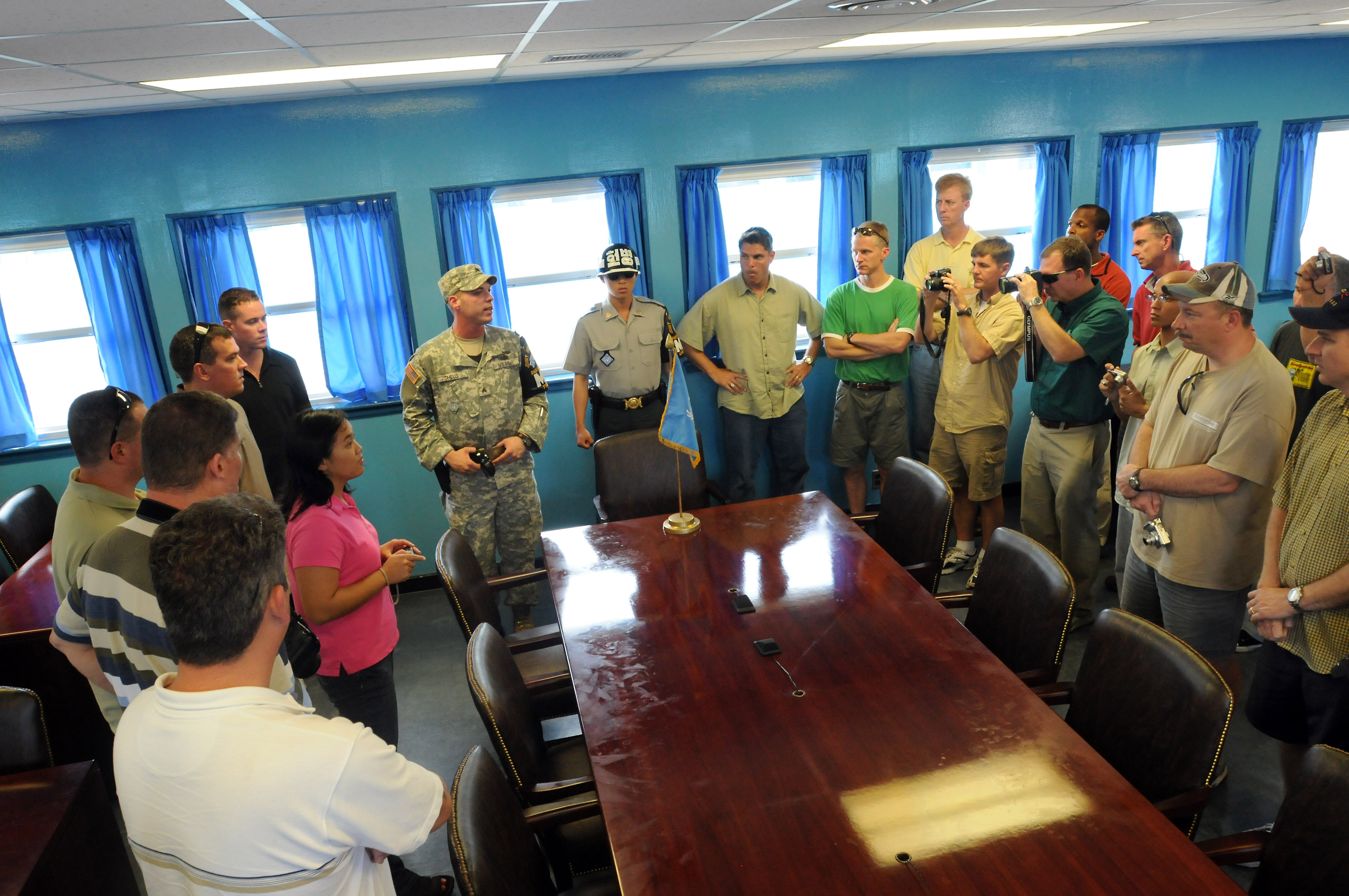
南側から本会議場を訪問している、空母「ロナルド・レーガン」の乗組員たち
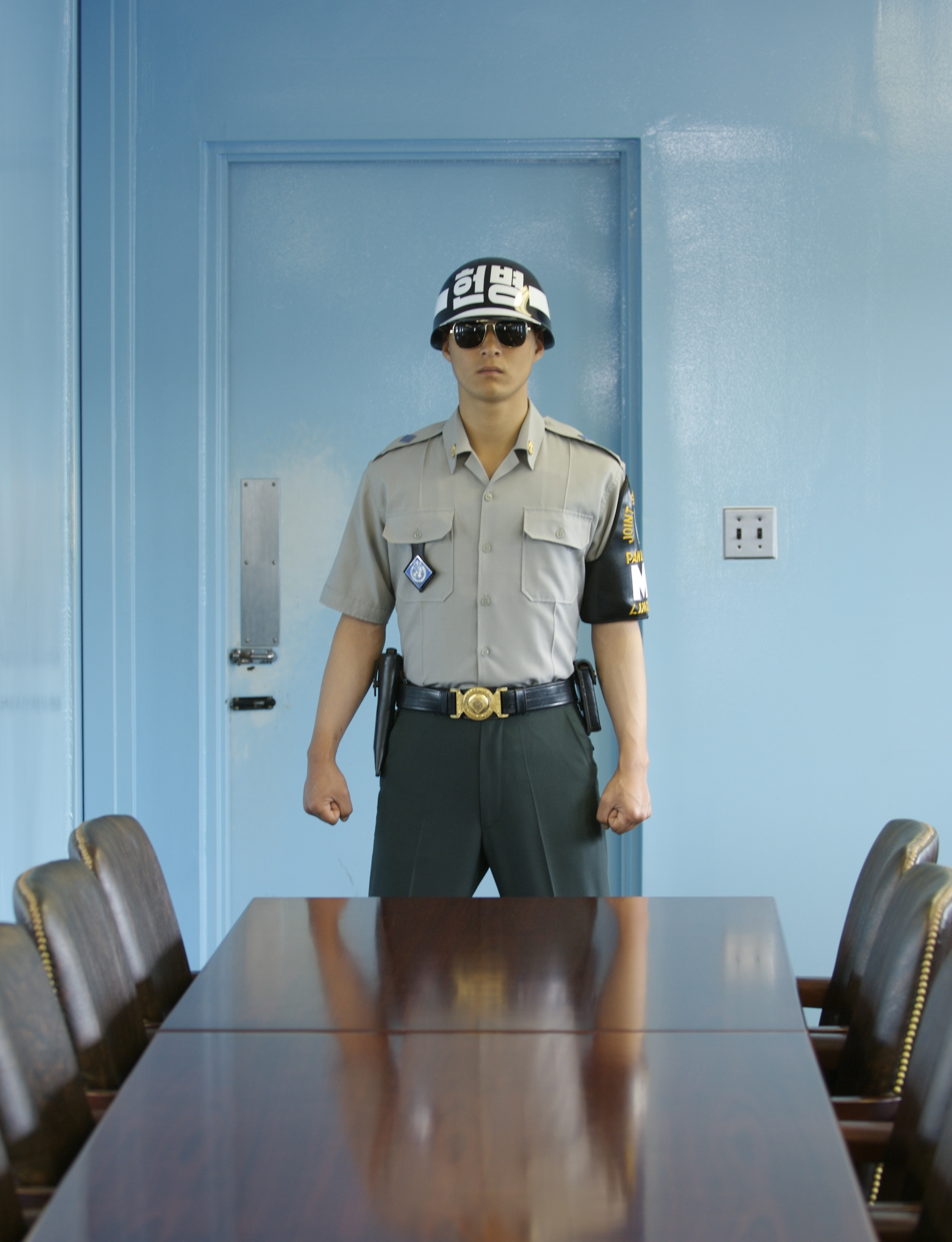
本会議場内を警備中の国連軍兵士

### 北側から

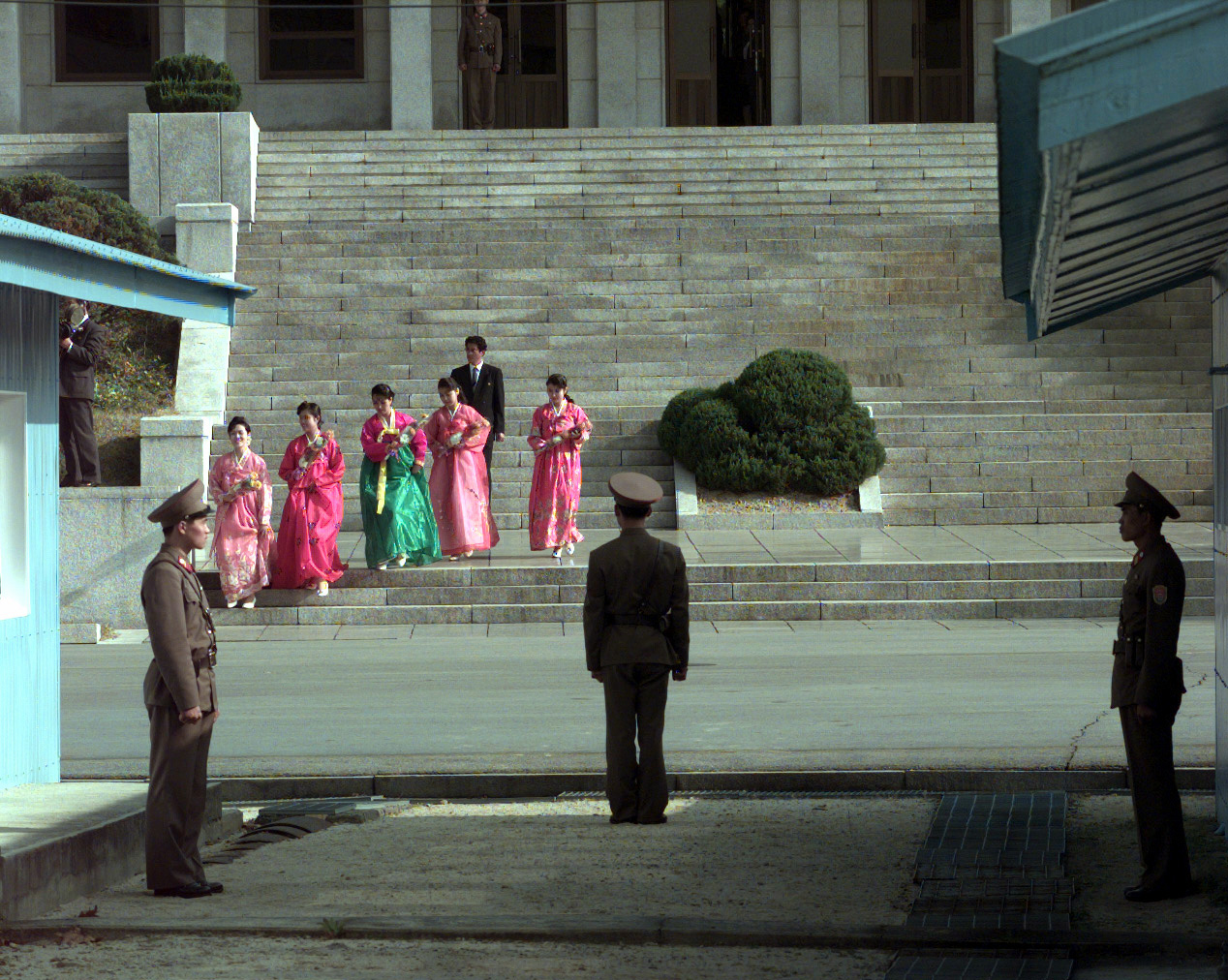
北側からの見学者（南側から撮影）

#### 基本事情
北側（朝鮮人民軍側、朝鮮民主主義人民共和国政府支配地域）から外国人が訪問する場合は、現地旅行社が受け入れる一般観光ツアーの中に組み込むよう手配をすれば可能である。朝鮮民主主義人民共和国籍者も各種許可などを取得すれば可能である。在日朝鮮人団体の「祖国訪問」においても訪問の実績がある。
現在、外国人が朝鮮民主主義人民共和国各地へ観光目的で訪問する際は、旅行代理店を通じて朝鮮国際旅行社などが受け入れる「観光」の枠組みを利用することが一般的である。この枠組みは、かつて世界各地でよく見られたパッケージツアーを個人向けにバラ売りしたようなもので、案内員が随行しやや硬直的な行程である特徴を持つが、板門店見学を希望する場合はこうしたツアーの中に盛り込むよう手配すればよく、北側滞在中に別途「板門店ツアー」を申し込む必要はない。
南側のような板門店だけのツアーも実施されている様子がない。したがって一般観光の延長線上にあって、現地旅行社が提示する4日程度のモデルプランは、平壌・開城に板門店を加えた組み合わせがよく見かけられ、平壌を観光する多くの外国人旅行者が併せて板門店を訪れている。ただし、日程は情勢などにより前後する場合がある。少人数個人で北側に滞在していても板門店に限り他の団体ツアーと合同になることがある。
外国人観光客の板門店訪問自体への参加制限はない。もっとも上記の「観光」の枠組みは、軍人、警察官、治安当局関係者、報道関係者などに制限がある。例えば記者が取材目的で「観光」の枠組みを使うことはできない。在平壌の外国大使館員も訪問できないという。

#### 見学事情
撮影や服装などの制限はないほか、誓約書への署名義務もなく、南側と比較して「緩い」とよく言われる。パスポートの持参義務はないが、そもそも前述の「観光」の枠組みでは、北朝鮮入国直後から出国直前まで案内員にパスポートを預けるシステムになっている。
当該区域は徒歩で立ち入ることはできず、ツアーバスか旅行社の乗用車を利用する。その際、観光客警備の名目で朝鮮人民軍兵士が同乗する。軍事停戦委員会本会議場（狭義の境界線）に加え、停戦協定調印場の訪問が可能である。これは、南側からは訪れることができない。これらの内部では軍人が案内役を務め、北側の立場から説明を受け、随行案内員が通訳を行ってくれる。その他、「板門閣」の内部も見学できる。本会議場脇の境界線付近を見学する際は「亡命阻止のため」に朝鮮人民軍兵士が必ず立哨する。
朝鮮民主主義人民共和国では通常、軍人や軍事施設の撮影は禁止されているが、区域内ではカメラ、ビデオカメラを問わず自由に撮影できる。案内役の朝鮮人民軍兵士との記念撮影や、会議場の椅子に座り“停戦委員会委員”になり切っての撮影も可能で、案内員に申し出れば撮影してくれる。区域に入場する際に同乗する警備役の兵士の撮影は禁止されている。
板門店訪問に際して服装の制限はないが、同国の一般的なマナーとして、透ける服や下着が露出する服装、ミニスカートや「USA」と書かれた服、政治的メッセージが書かれた服、さらに軍服を模した服装などは好まれない、もしくは問題視される。北側の体制や指導者の批判は板門店に限らず北側のどこでも厳禁である。ツアー参加者は、現地の将校から「統一」と書かれたバッジがもらえることがあるという。
韓国に隣接しているため、観光客の持ち込んだ携帯電話が、韓国の通信会社の電波を捉えることがあるが、（軍事関連施設でもある事から）通信は厳禁である。

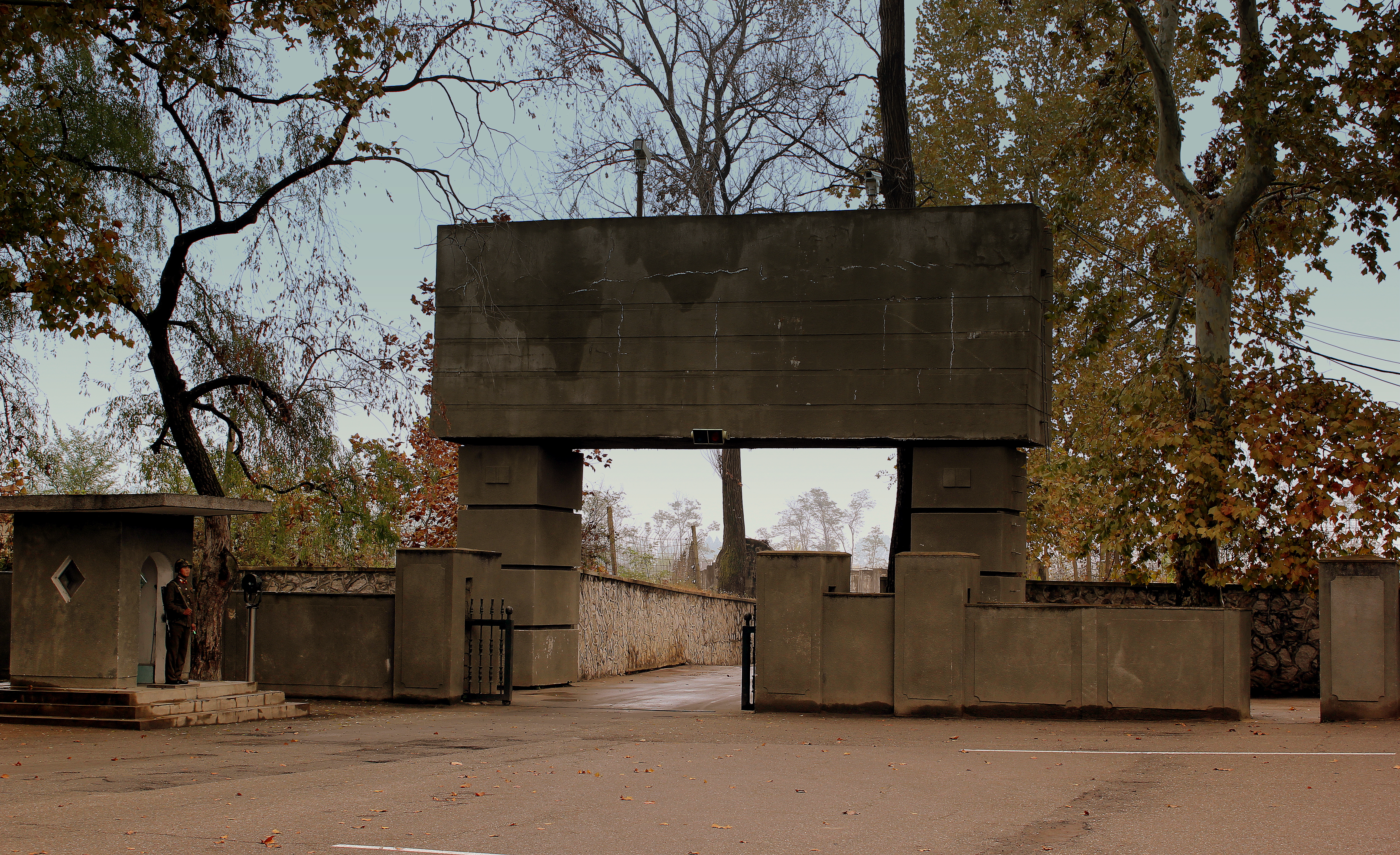
区域入口
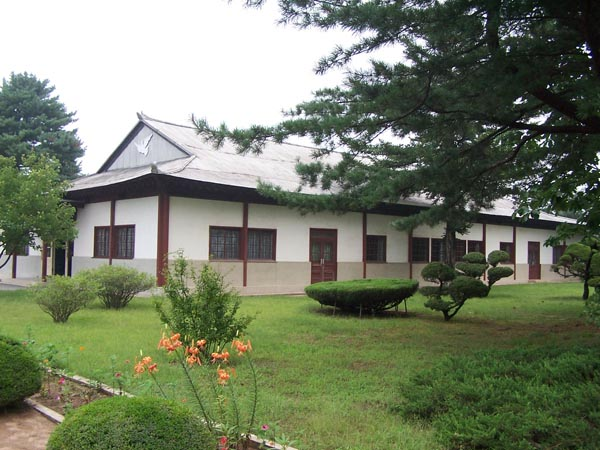
停戦協定調印場
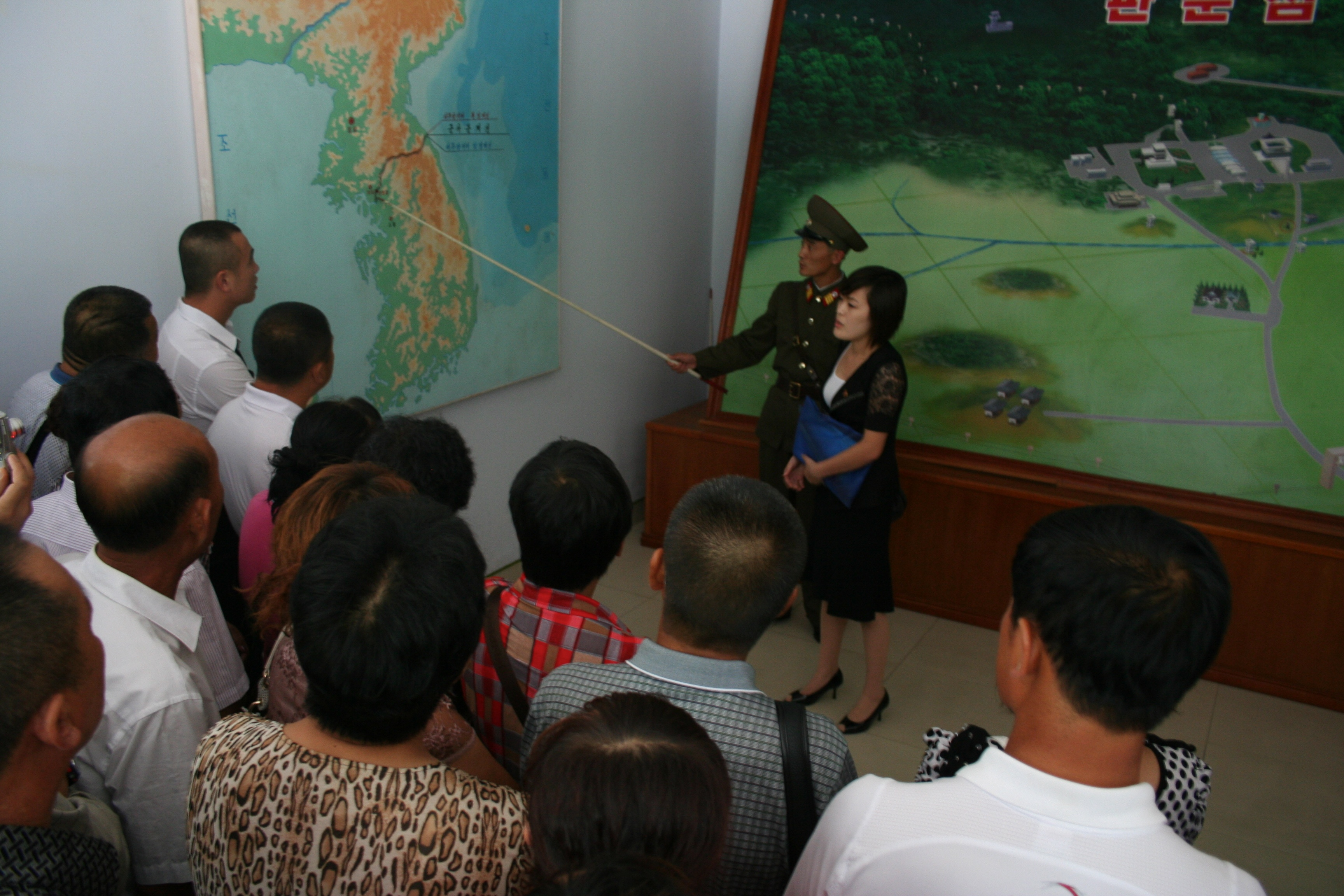
人民軍兵士から説明を受ける見学者たち。
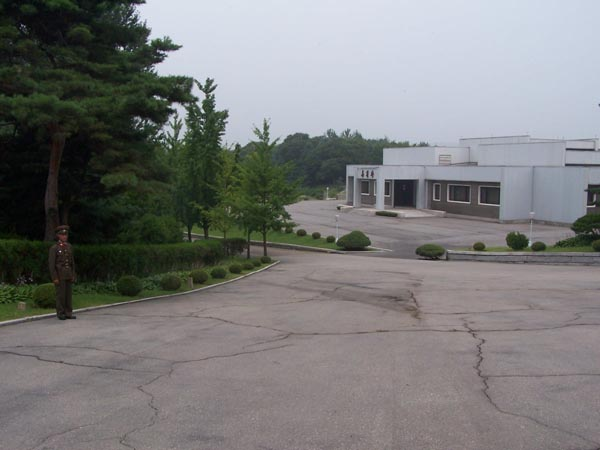
「統一閣」
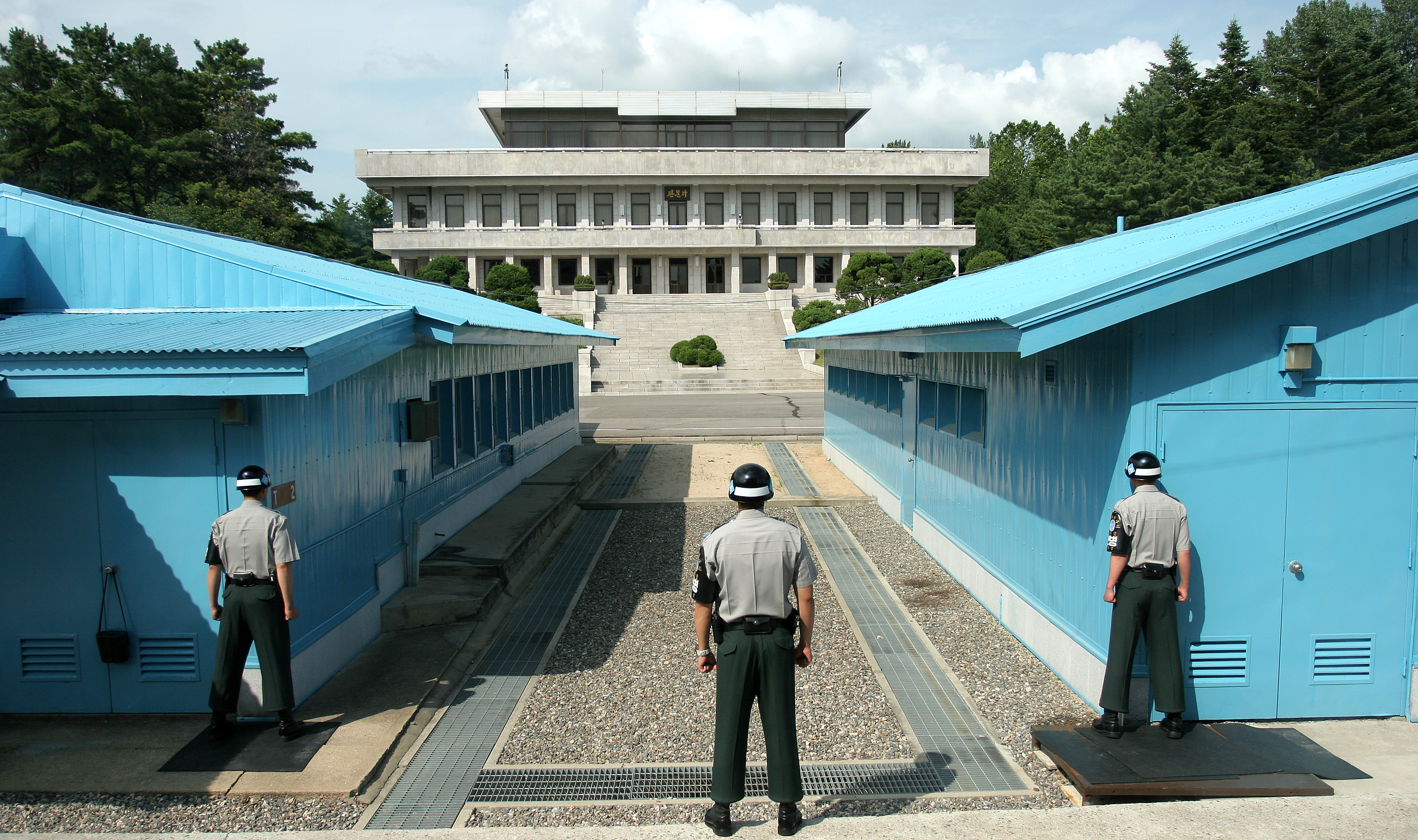
「板門閣」を南側から見る
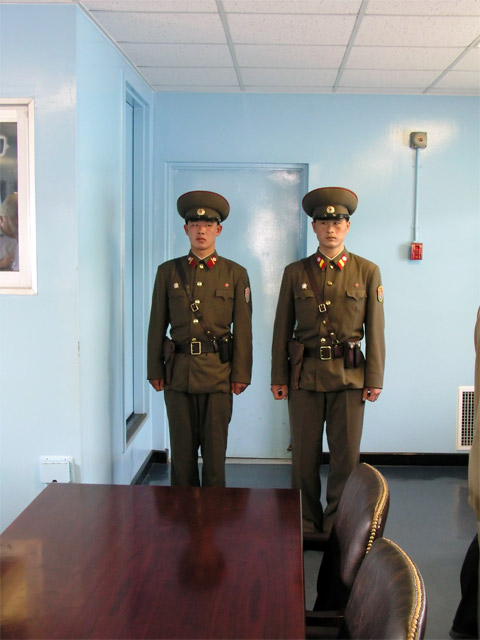
本会議場内を警備中の人民軍兵士（2005年8月）

## 関連文献
- 李正根『板門店』外国文出版社、1986年。NDLJP:11924388。